# Schladminger Bergbrief
Im Schladminger Bergbrief von 1408 legte der Schladminger Bergrichter Leonhard Egkelzain die damaligen Verfahrens- und Gewohnheitsrechte der Schladminger Bergknappen schriftlich nieder.

## Geschichte
Der Bergbrief wurde einige Zeit als das wichtige Bergrechtsdokument südlich der Alpen eingestuft, nachdem sowohl Joseph von Sperges in Tyrolische Bergwerksgeschichte wie auch Johann Georg Lori Sammlung des baierischen Bergrechts als Entstehungsdatum das Jahr 1308 angegeben hatten. Obwohl schon Joseph von Senger in Beiträge zur Geschichte des Bergbaues in Tirol als Entstehungsjahr das Jahr 1408 nachgewiesen hatte, zog selbst Hubert Ermisch in seinem Buch Das Sächsische Bergrecht des Mittelalters das Jahr 1408 in Zweifel.
Erst 1395 gibt es die erste Urkunde des Bergrichters Leonhard Eckelzain, des Verfassers des Schladminger Bergbriefes. Dieser ist bis 1412 durch weitere Urkunden als Bürger Schladmings fassbar.

## Inhalt
Der Bergbrief beinhaltet in 18 Artikeln Teile des in Schladming geltenden Bergrechtes. Schon bei der Erläuterung des bei einer Verleihung gültigen Grubenmaßes und der untertägigen Erstreckung des Grubenbaues im Artikel 1 wird auf altes Recht verwiesen. Geregelt werden in dem Brief die Modalitäten der Verleihung sowie die Rechte und Pflichten der Bergbautreibenden. Erläutert werden in je einem kurzen Artikel das Recht des Erbstollens und das Recht des Seifners. Neu ist ein Artikel zum Feuersetzen. Wichtige Details, wie das Recht des Grundbesitzers auf das Ackerteil, die Rechte und Pflichten der Bergbeamten, das Verhalten bei Durchschlägen zweier Gruben, um nur einige zu nennen, fehlen. Diese sind in der älteren Bergordnung für die Steiermark (auch Bergordnung von Zeiring) schon geregelt.
Ein wichtiges Detail ist die Art der Rechtsweisung. Während die Bergordnung für die Steiermark vom Landesherrn erlassen wurde, wurde der Bergbrief auf Wunsch der Bürger der Stadt und der Knappen verfasst. Diese Vorgehensweise ist allerdings auch nicht neu. Schon die Bergordnung von Iglau aus dem Jahr 1249, die Bergordnung von Schemnitz, entstanden zwischen 1250 und 1255 und das Freiberger Bergrecht von 1306 sind so entstanden.

## Bedeutung
Die Entstehung des Bergbriefes fällt in eine Zeit auflebenden Bergbaus in Europa. Nach dem Kauf Schladmings durch Albrecht I. im Jahr 1289 gehörte Schladming zum Reich der Habsburger. Diese sind familiär mit den böhmischen Königen, die zu dieser Zeit auch Kaiser des heiligen Römischen Reiches Deutscher Nation sind, verbunden. Damit sind ihnen auch die verschiedenen Bergordnungen von Iglau, Deutsch Brod und die dreibändige Kuttenberger Bergordnung nicht unbekannt. Der Bergbrief selbst geht auf die Bergordnung für die Steiermark vom 14. August 1339 zurück. Diese Bergordnung wurde von Herzog Albrecht II. erlassen und galt bis in das 16. Jahrhundert für alle Bergwerke der Steiermark. In dieser Bergordnung finden sich Elemente älterer Bergrechte, Iglau 1249, Kuttenberg 1280, Freiberg 1306. Das in dem Bergbrief beschriebene Erbstollenrecht, findet man schon im Trienter Bergrecht von 1208.
Obwohl Teile des Bergbriefes auch in der Rattenberger Bergordnung von 1463 enthalten sind, darf man die Bedeutung des Briefes mit seinen 18 Artikeln nicht überschätzen, da die Bergordnung 73 Artikel umfasst. Diese Bergordnung ist in der Folge Grundlage weiterer Bergordnungen im Raum der Alpen und in Süddeutschland.